# La calle de la amargura (película)
La calle de la amargura es una película de drama mexicana (basada en hechos reales) dirigida por Arturo Ripstein, con guion de Paz Alicia Garciadiego, y estrenada en 2015. Está protagonizada por Patricia Reyes Spíndola, Sylvia Pasquel y Nora Velázquez. La historia relata un hecho luctuoso en la historia de México: el asesinato de los luchadores Espectrito Jr. y La Parkita, hallados muertos en un hotel.

## Argumento
Es madrugada y dos prostitutas de edad avanzada vuelven a sus casas. Están cansadas, pero no de trabajar sino de no hacerlo. En casa una tiene problemas con su hija adolescente y con su marido travestido, y la otra los tiene con su soledad. Pero esa noche tienen un compromiso para celebrar la victoria en el ring de dos luchadores enanos. En el hotel de paso y para despojar a los luchadores de sus ganancias, los narcotizan, pero la dosis resulta letal y los asesinan sin querer. Asustadas y confundidas, a partir de ese momento cometen todos los errores posibles.

## Reparto
- Patricia Reyes Spindola como Adela
- Nora Velázquez como Dora
- Sylvia Pasquel como Doña Epi
- Arcelia Ramírez como Zema
- Alejandro Suárez como Max
- Emoé de la Parra como Márgara
- Alberto Estrella como Juanes
- Eligio Meléndez

## Lanzamiento
Calificación por edades
Tras su producción, la película fue calificada como no recomendada para menores de dieciséis años.
Estreno
Su fecha de estreno en España fue el 27/11/2015.

## Premios
- 2015: Festival Internacional de Cine de Gijón: Premio al mejor director.[3]
- 2015: Festival Internacional de Cine de Gijón: Premio a la mejor dirección artística.[3]